# Pseudosynagelides raveni
Pseudosynagelides raveni là một loài nhện trong họ Salticidae. Loài này được phát hiện ở Queensland.